# ФК Рудеш Загреб
ФК Рудеш (хрв. NK Rudeš) је фудбалски клуб из истоименог насеља у Загребу.
Клуб се тренутно такмичи у првој лиги Хрватске.